# Диапазон (музыка)
Диапазон (от греческого — dia pason; букв. через все /струны/) — музыкальный термин.
В древнегреческой музыке под диапазоном подразумевался интервал октавы, а под disdiapason — двойная октава; во Франции диапазон являлся синонимом камертона.
В настоящее время в музыке под диапазоном (или хроматическим диапазоном) музыкального инструмента подразумевается интервал от самого низкого до самого высокого тона, на котором он может звучать.
Для певческого голоса эквивалент — вокальный диапазон (подробнее см. статью Певческие голоса).
Диапазон музыкальной партии — отрезок между самой низкой и самой высокой нотой произведения.